# برند شتورك
برند شتورك (بالألمانية: Bernd Storck)‏ (25 يناير 1963 هيرنه ألمانيا - ) هو لاعب كرة قدم ألماني، يلعب كمدافع.

## روابط خارجية
- برند شتورك على موقع IMDb (الإنجليزية)
- برند شتورك على موقع قاعدة بيانات كرة القدم.إي يو (الإنجليزية)
- برند شتورك على موقع بيانات كرة القدم. دي إي (الألمانية)
- برند شتورك على موقع Soccerbase.com (مدرب) (الإنجليزية)
- برند شتورك على موقع Soccerway.com (الإنجليزية)
- برند شتورك على موقع عالم كرة القدم.نت (الإنجليزية)